# 산화 아민

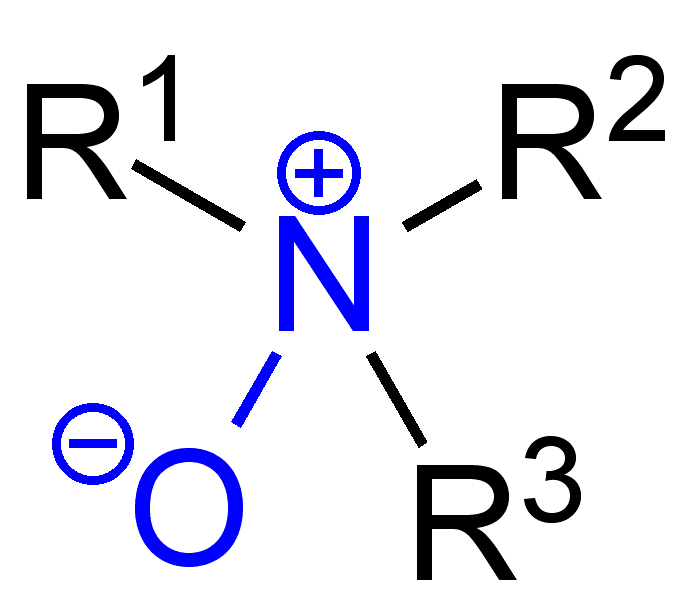
산화 아민의 구조

산화 아민(amine oxide) R3N+–O− 작용기를 가진 화합물이다. N–O 결합의 질소 주위에 수소나 탄화수소 사슬기가 붙은 물질이다.

## 같이 보기
- 작용기
- 아민
- 하이드록실아민
- 설폭사이드
- 분류:산화 아민